# Сизикова Олена Львівна
Олена Львівна Си́зикова (рос. Елена Львовна Сизикова; нар. 10 жовтня 1945, Москва) — український графік, живописець.

## Біографія
Народилася 10 жовтня 1945 року в Москві. Закінчила Кримське художнє училище, в 1972 році — Київський художній інститут.

## Творчість
Основний вид творчості — графіка, малюнок, живопис. З 1970 року працює над серією літографій «Кримська Земля», «Гірські вершини», «Рідна Земля». Серед картин:
- «Недільна прогулянка» (1970);
- «Натюрморт з соняшниками та кукурудзою» (1976);
- «Кримський виноград» (1978);
- портрет кримської письменниці Світлани Ягунової (1979).

Роботи експонувалися на 130 виставках, з них понад 60 республіканських і всесоюзних, 10 персональних виставок. За кордоном в Угорщині (1975), Бельгії, Франції (1976), Монголії (1979), Німеччині (1986), Болгарії (1987), США (1993), Голландії (1994).

## Відзнаки
- 1972 — Пам'ятна медаль "Переможець огляду-конкурсу «Мистецтво — народу» газети «Правда України» і Спілки художників, Київ.
- 1976 — Третя премія республіканського конкурсу на кращий твір молодих художників, Київ.
- 1986 — Заохочувальний диплом 9-ї республіканської виставки естампа «Естамп-86, Київ».
- 1987 — Диплом 2-го ступеня Спілки художників, Москва.
- 1989 — Присвоєно звання Заслуженого художника УРСР.
- 1994 — Премія за кращу роботу в галузі графіки творчого конкурсу «Весняний Салон-94» жінок — художників Росії, організований Спілкою жінок Росії і творчим об'єднанням жінок-художників «Ірида», Москва.
- 2002 — Диплом Міжнародного художнього фонду, творчої Спілки художників Росії, Федерації акваживопису; конкурсу «Акварель року», Москва.
- 2003 — Диплом імені І. І. Нівінського, учасника 1-ї Московської естампної виставки «Честь і Слава».
- 2004 — Третя премія Творчого конкурсу, організованого Московським банком АПБ «Солідарність», Відділом Культури Адміністрації Старицького району та Асоціацією художників — педагогів Москви і Підмосков'я, Стариця.
- 2004 — Диплом за участь в еколого-просвітницькому художньому проекті «Природа Північного Заходу Москви», організованому Управлінням Культури, виставковим залом «Тушино»[1].